# Fujiwara no Kintō

Fujiwara no Kinto (藤原公任, 966 – 1041) ,  também conhecido como Shijo-dainagon (子女大納言), foi um nobre e poeta durante o Período Heian da história do Japão . 

## Vida
Este membro do ramo Hokke do Clã Fujiwara foi filho do  Kanpaku (Regente) Fujiwara no Yoritada e seu filho foi Fujiwara no Sadayori . Calígrafo exemplar e poeta, foi referenciado por Murasaki Shikibu  e Sei Shōnagon além de  publicar uma série de outras grandes crônicas e textos .
Kinto idealizou o  Sanjurokkasen (傘寿六歌仙, Trinta e seis Imortais da Poesia), uma lista com os mais famosos poetas dos Séculos VIII ao XI criando uma antologia com as obras destes .
Ao longo de sua vida, Kinto publicou um grande número de poemas, assim como muitas antologias de poesia incluindo o Rōeishū Wakan. Quinze de seus poemas apareceram na compilação Shui Wakashū, uma antologia escolhida pelo Imperador Kazan entre 996 e 999 .
Seu lado critico deu origem, em 1009 ao Waka Kuhon (和歌 九品, Nove estilos da poesia japonesa) onde procurou demostrar os níveis de excelência na poesia de acordo com os ritos budistas 
Depois que sua filha casada com Fujiwara no Norimichi morreu em 1024, Kinto iniciou um retiro em um vale nas colinas ao norte de Kyoto. Em 1026 se tornou um monge budista. Sua casa, tornou-se um ponto de encontro para os melhores poetas e mentes de seus dias.

## Carreira
Em 992 foi nomeado Sangi aos 27 anos de idade, durante o reinado do Imperador Ichijo 
Em 1000 foi promovido a Chūnagon
Em 4 de março de 1009 foi promovido a Dainagon onde renuncia em 12 de dezembro de 1024 